# Euriphene phantasina
Euriphene phantasina är en fjärilsart som beskrevs av Otto Staudinger 1891. Euriphene phantasina ingår i släktet Euriphene och familjen praktfjärilar. Inga underarter finns listade i Catalogue of Life.